# Namco (computerspelbedrijf)
Namco is een Japanse computerspelfabrikant en ontwikkelt deze zowel voor de speelhal als spelcomputermarkt. Het heeft enkele zeer succesvolle spellen ontwikkeld, onder andere Galaxian, Pac-Man, Rally-X, Mappy, Xevious en de Tekken-serie. Sinds maart 2006 maakt Namco deel uit van Bandai Namco Holdings, de houdstermaatschappij waar ook Bandai onder valt.

## Geschiedenis

### Begin

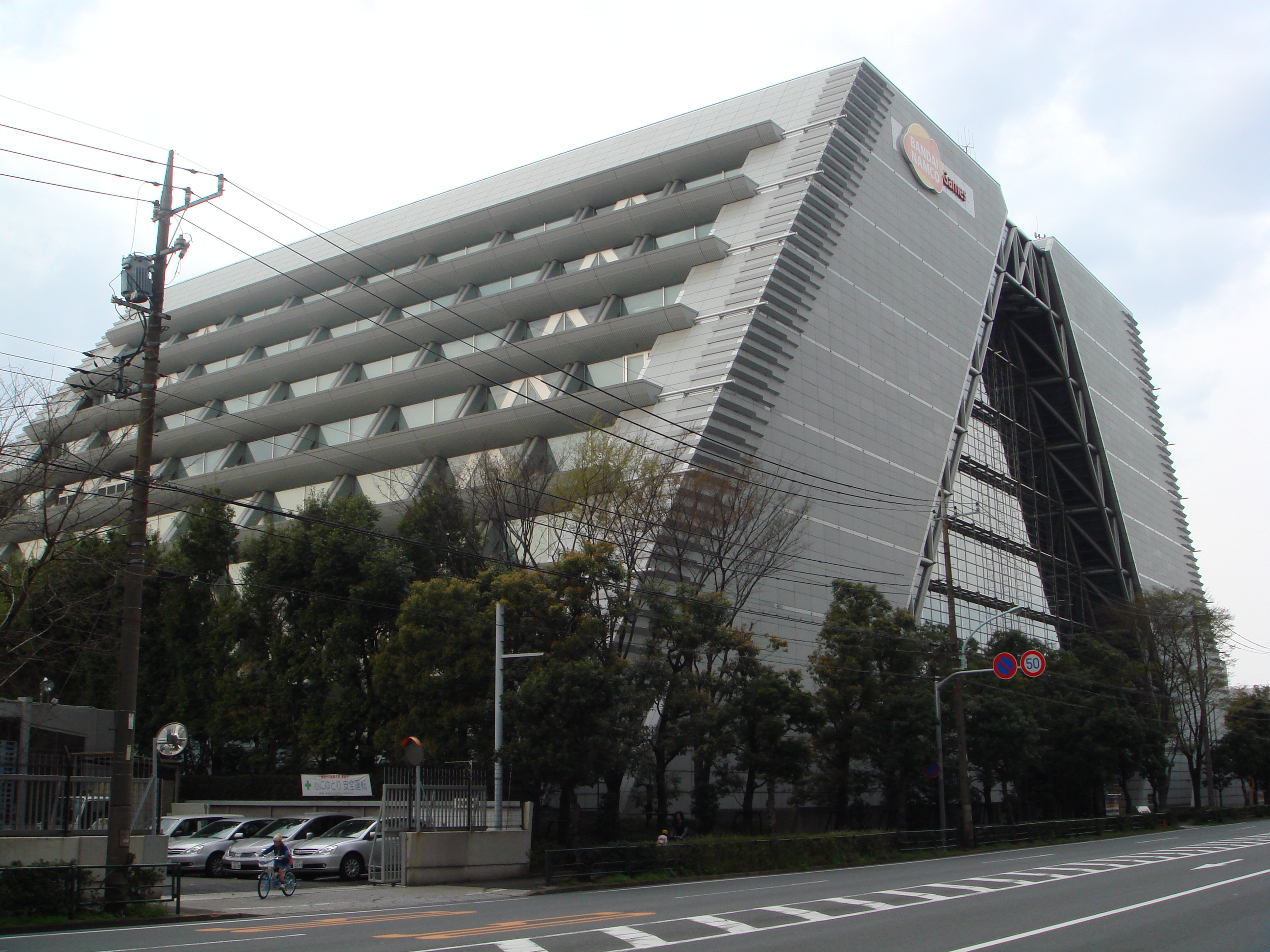
Hoofdkantoor Namco

Namco werd op 1 juni 1955 in Tokio opgericht door Masaya Nakamura (1925-2017) als Nakamura Manufacturing Ltd. en produceerde mechanische hobbelpaarden en hiervan afgeleide producten gericht op kinderen en werden in meerdere warenhuizen in Yokohama en Nihonbashi geplaatst.
In 1966 werd gestart met het hobbelpaarden die waren gebaseerd op Walt Disney personages.
De naam van de onderneming werd in 1971 gewijzigd in Namco (Nakamura Manufacturing Company) en verwierf in 1974 de Japanse divisie van Atari, waardoor het toegang kreeg tot de muntslikkende spelcomputermarkt in de speelhal.
In 1980 introduceerde het een van haar meest succesvolle arcadespellen: Pac-Man. Pac-Man is uitgegroeid tot de officiële bedrijfsmascotte van Namco.

### Thuismarkt
Namco bediende vanaf 1984 de thuismarkt voor computerspellen met conversies van haar arcadespellen voor de MSX homecomputers en de Famicom (de Japanse Nintendo NES). In de jaren 90 van de twintigste eeuw publiceerde het ook spellen voor de Sega Mega Drive, TurboGrafx-16 en de eerste PlayStation van Sony.
In die tijd publiceerde het onder meer de succesvolle spelreeksen Ridge Racer, Tekken en Taiko no Tatsujin.

### Fusie
Begin jaren nul van de eenentwintigste eeuw had Namco te maken met een financieel moeilijke tijd als gevolg van de worstelende Japanse economie en gekrompen arcademarkt.
Dit leidde in september 2005 tot het aankondigen van een fusie met Bandai onder Bandai Namco Holdings. Hiermee werd het bedrijf de op twee na grootste computerspellenmaker van Japan. Op 31 maart 2006 nam Namco de computerspel-afdeling over van Bandai. Vanaf dat punt werd Bandai Namco Games het belangrijkste merk van het Namco-label.

## Namcot
Namcot is een handelsnaam die door Namco werd gebruikt in de vroege jaren 1980 voor haar softwaretitels voor de spelcomputermarkt, voornamelijk Nintendo's NES en voor MSX homecomputers. Producten die in Japan werden verkocht onder de naam Namcot werden buiten Japan verkocht onder de naam Namco.
De handelsnaam Namcot was actief van 1984 tot 1995 en had het meisje Namko als mascotte, die op de hoes van vele speltitels en in advertenties verscheen. De naam Namcot is al enige tijd onderwerp van discussie op het internet, maar is volgens ontwerper Toru Iwatani een samenstelling van "Namco', "pet" en "mascot".